# Castell de Santiago de la Torre
El Castell de Santiago de la Torre és una fortalesa medieval que es troba en el llogaret homònim, que després de la seva desaparició va ser annexionada al municipi de San Clemente per la seva condició de cap de partit judicial. Se situa al sud-oest de la província de Conca, en ple centre de la regió de Castella-la Manxa, Espanya. Es troba en una plana, a la riba d'un petit pont sobre el Riu Záncara, al costat d'un encreuament de camins entre les poblacions de San Clemente, Las Pedroñeras, El Provencio i Belmonte.
És una fortalesa amb forma de L, i una muralla almenada, en la qual hi ha una torre rodona que remata cadascuna de les seves 5 cantonades. Enmig del recinte hi ha un pati de planta quadrada en la qual es troba una gran torre de l'homenatge rectangular.
El castell va ser construït al segle XIII, en temps de la reconquesta. Pedro González del Castell va ser possiblement el fundador de Santiago de la Torre. Depenent primer de l'Ordre de Santiago al segle XIV, va passar a D. Juan Manuel i al Marquesat de Villena i després als Reis Catòlics. A més va donar origen al llogaret de Santiago de la Torre i l'ermita que ho circumda, la diòcesi de la qual estava vinculada al Provencio.
Sobre l'any 1955, es va celebrar uns anys un romiatge des del Provencio, però va durar molt poc. Uns diuen que el motiu va ser que van tirar en actitud de tabola al capellà al riu i uns altres perquè sempre apedregava.
Va ser restaurada per última vegada l'any 1973 i des d'anteriorment no es realitza cap acte religiós.

## Estat de Ruïna
Després del seu abandó al segle XX i la seva desaparició com a llogaret, el castell és reconvertir-ho en una casa de labor.
Malgrat conservar la major part de la seva fàbrica exterior, en els últims anys ha sofert una gran deterioració per l'abandó l'espoli i el vandalisme al que ha estat sotmès. L'interior està completament arruïnat, la torre de l'homenatge convertida en colomar, la muralla externa té nombroses finestres i portes modernes, ha desaparegut gran part del adarve amb els seus elements defensius, i al desembre de 2011 es va enfonsar un llenç de muralla.
La propietat del mateix recau en 81 hereus, la qual cosa dificulta a les autoritats locals la seva protecció.
L'ermita va tenir pitjor sort, al gener de 2002 és totalment desmantellada quedant només les parets. Els veïns no l'hi creien ni sabien al fet que s'havia de, sembla que va ser obra del seu “amo”, si és que ho té, perquè l'Església no va saber gens.

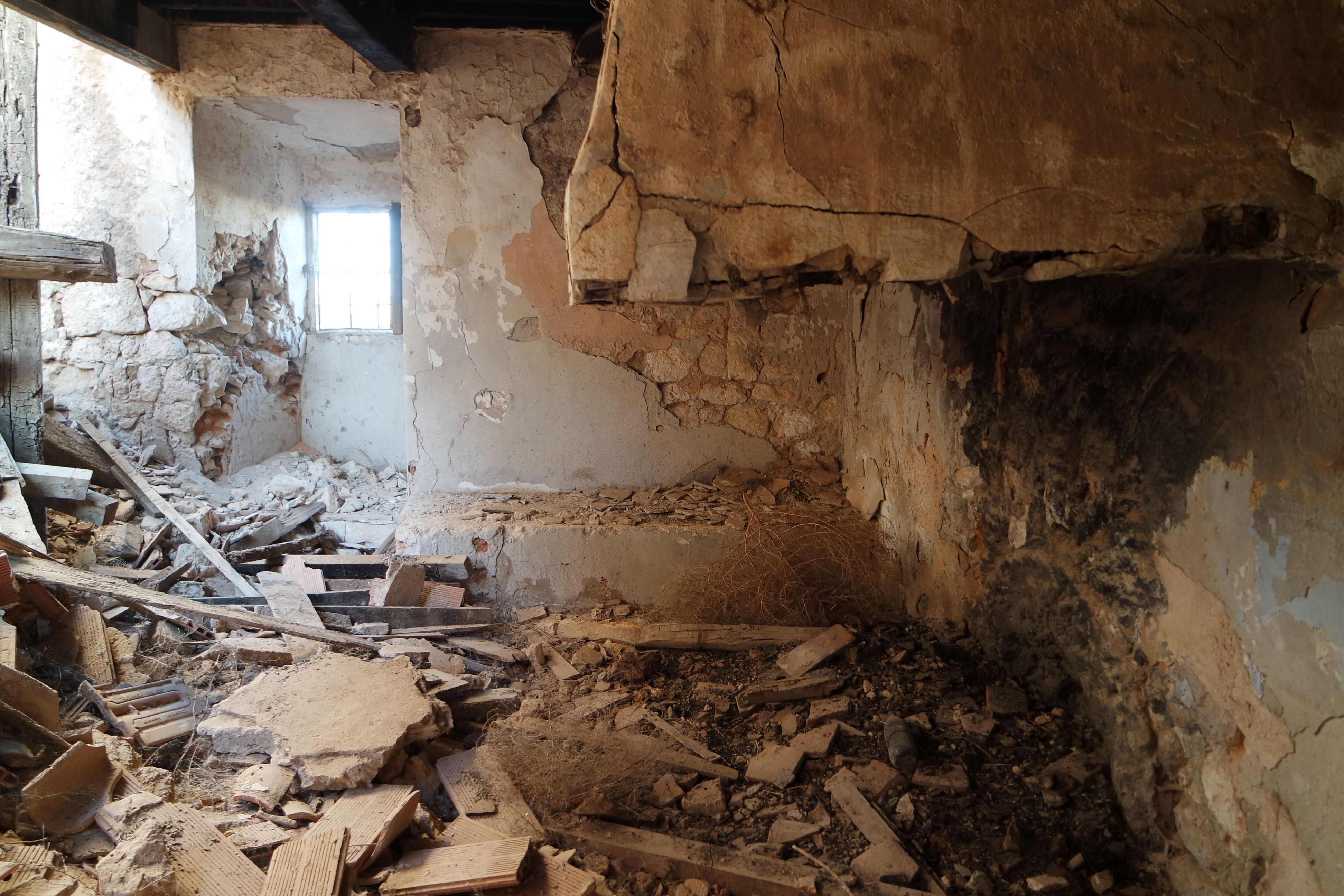
Castell de Santiago la Torre

## Un nou futur
El 24 de febrer de 2018, un acord entre l'Ajuntament de San Clemente i El Provencio, permet realitzar una anàlisi històrica i arqueològic general del complex, valorant les seves patologies i necessitats per a una eventual restauració.
El 15 d'agost de 2018, l'Ajuntament del Provencio anuncia que s'ha aconseguit un acord amb gran part dels amos del castell perquè sigui donada la seva part al Provencio perquè s'encarreguin d'escometre la imprescindible restauració. El que permetrà que sigui recuperat i donar-li un ús cultural per a la regió.
A la fi d'agost, s'anuncia des de l'Ajuntament del Provencio, que ja s'ha aconseguit l'adquisició del 75 % del castell i que s'estan realitzant els tràmits per a la seva restauració.